# Son Ngoc Thanh

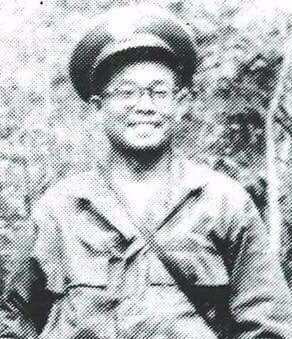
Son Ngoc Thanh

Son Ngoc Thanh (Vietnamees: Sơn Ngọc Thành; Khmer: សឺង ង៉ុកថាញ់) (Trà Vinh, Frans-Indochina 7 december 1908 - Ho Chi Minhstad, Vietnam 8 augustus 1977) was een Cambodjaans nationalistisch en republikeins staatsman die van 14 augustus tot 16 oktober 1945 en van 18 maart tot 14 oktober 1972 het ambt van minister-president van Cambodja bekleedde.

## Biografie
Son Ngoc Thanh was de zoon van een Khmer Krom-vader en Chinees-Vietnamese moeder. Zijn vader was een relatief welvarende grootgrondbezitter. Son Ngoc Thanh bezocht een middelbare school in Saigon, om vervolgens een onderwijsakte te behalen in Frankrijk en aldaar rechten te studeren aan de Universiteit van Parijs. In 1933 vestigde hij zich in Cambodja waar hij achtereenvolgens werkte als bibliothecaris, magistraat en openbaar aanklager. Rond 1936 ging hij werken voor het Boeddhistisch Instituut, het centrum van Khmernationalisme, waarvan hij secretaris en daarna adjunct-directeur was. Met medewerkers van het Boeddhistisch Instituut stichtte hij het eerste Khmertalige weekblad, Nagara Vatta, spreekbuis van de nationalisten en kritisch ten opzichte van de Franse kolonisator, het koningshuis en het handelsmonopolie van de Fransen, Chinezen en Vietnamezen.
Zijn verzet tegen de Franse autoriteiten deed het hem er in 1942 toe te besluiten om de wijk te nemen naar Japan, vanwaar hij in maart 1945 naar Cambodja terugkeerde toen koning Norodom Sihanouk het land onafhankelijk had verklaard onder voogdij van Japan. Son Ngoc Thanh werd minister van Buitenlandse Zaken. Na de capitulatie van Japan werd hij op 14 augustus 1945 door de koning benoemd tot minister-president. Met het herstel van het Franse gezag in oktober 1945 werd hij echter gevangengenomen en door een rechtbank in Saigon veroordeeld tot twintig jaar (1947). De straf werd echter omgezet tot verbanning naar Frankrijk. In 1951 kon hij evenwel naar Cambodja terugkeren, waar zijn populariteit al snel die van de koning overschaduwde. Hij ontwikkelde zich tot een fel tegenstander van de koning en de monarchie en ontvluchtte in 1952 de hoofdstad Phnom Penh en sloot zich aan bij de Khmer Issarak, een bevrijdingsbeweging die streefde naar het beëindigen van het Franse koloniale bestuur. 
Son Ngoc Thanh maakte zich los van de linkse Khmer Issarak en richtte de rechtse, nationalistische, republikeinse en anticommunistische Khmer Serei (rond 1954), die een gewapende strijd aanging met het Cambodjaanse regeringsleger. Een in 1959 gepubliceerd manifest beschuldigde hij Sihanouk ervan het land over te leveren aan de communisten. Zijn invloed onder rechts was echter maar zeer beperkt, omdat Sihanouk erin geslaagd was de meeste rechtse politici onder te brengen binnen zijn eenheidspartij, Sangkum. De Khmer Serei werd gefaciliteerd en gefinancierd door Thailand en de Verenigde Staten van Amerika.
Na de staatsgreep van 1970 waarbij Sihanouk werd afgezet en de Khmerrepubliek werd uitgeroepen keerde Son Ngoc Thanh naar Phnom Penh terug en werd op 18 maart 1972 voor een tweede maal premier. Na een bomaanslag op zijn leven moest hij op 14 oktober 1972 reeds aftreden. Zijn populariteit was inmiddels tot een dieptepunt gedaald en Son Ngoc Nhanh vestigde zich daarop definitie in het anticommunistische Zuid-Vietnam. Nadat Zuid-Vietnam was herenigd met Noord-Vietnam werd hij door de communistische autoriteiten gearresteerd. Hij overleed in de Chí Hòagevangenis, Ho Chi Minhstad, op 8 augustus 1977.